# Dicranomyia (Dicranomyia) clivicola
Dicranomyia (Dicranomyia) clivicola is een tweevleugelige uit de familie steltmuggen (Limoniidae). De soort komt voor in het Afrotropisch gebied.